# حشره‌خوار گلاس
 حشره‌خوار گلاس (نام علمی: Crocidura glassi) نام یک گونه از سرده حشره‌خوارهای دندان‌سفید است.